# Нићифор Вријеније Старији
Нићифор Вријеније (Старији) је био византијски војсковођа, магистрос и узурпатор, из завршне фазе грађанског рата који је у XI веку захватио Византију.

## Биографија
Нићифор је као византијски командант учествовао у бици код Манцикерта 1071. године, у којој су византијске снаге доживеле пораз, што је покренуло нове потресе у држави. Већ 1072. године, он је угушио велику словенску побуну, после чега се налазио на положају дукса Бугарске (1072—1073), а потом и Драча.
Услед политичке кризе која је потресала Византијско царство, Вријеније је 1077. године подигао побуну против владавине младог Михајла VII (1071—1078) и прогласио се за цара. Он је у новембру ушао у Хадријанопољ (у коме је рођен) и упутио своје снаге на Цариград. Њега је у освајању власти предухитрио други узурпатор Нићифор (III) Вотанијат (1078—1081), коме се град предао (март 1078) и он је постао нови византијски цар. Он је Вријенију понудио титулу цезара, што је он одбио и наставио своју побуну, коју је војском угушио каснији цар, Алексије (I) Комнин (1081—1118). Сам Вријеније је том приликом заробљен и ослепљен, али му је Вотанијат вратио сву имовину и доделио му нова звања и поседе.
Неколико година касније (1094/1095) Нићифор се нашао на челу одбране Хадријанопоља, који су опсели Кумани. На њиховом челу се налазио човек који је за себе тврдио да припада породици Диогена и да је син свргнутог и ослепљеног цара Романа IV (1068—1071). Он је Нићифору предложио да му се придружи, али је он то одбио, а његова побуна је убрзо угушена.
Вријенијев син или унук, истог имена (Нићифор Вријеније) је био византијски војсковођа и историчар.

## Напомена
1. ↑  Роман је по наредби фактичког владара Византије, цезара Јована Дуке, брутално ослепљен и од последица тога је после само месец дана преминуо на једном од Принчевских острва код Цариграда.